# Baie Kanatakompeak
La baie Kanatakompeak est un plan d'eau douce intégré au lac Toussaint (réservoir Gouin), située dans la partie Nord du réservoir Gouin, dans le territoire de la ville de La Tuque (face au village d’Obedjiwan), dans la région administrative de la Mauricie, dans la province de Québec, au Canada.
Cette baie s’étend entièrement dans le canton de Toussaint.
Les activités récréotouristiques constituent la principale activité économique du secteur à cause de sa position stratégique qui est juste au Nord du détroit qui délimite la partie Ouest du réservoir Gouin. La foresterie arrive en second sur les rives autour. La navigation de plaisance est particulièrement populaire sur ce plan d’eau, notamment pour la pêche sportive.
Le bassin versant de la baie Kanatakompeak est desservi du côté Nord par quelques routes forestières secondaires qui ont été aménagées pour la coupe forestière et qui s’avancent près des rives. Ces routes forestières se relient vers le Nord à la route forestière R2046 desservant la rive Nord du réservoir Gouin. En sus, cette baie est accessible par la route 212 partant du village d'Obedjiwan qui dessert la rive Nord-Est et la rive Est du réservoir Gouin.
La surface du baie Kanatakompeak est habituellement gelée de la mi-novembre à la fin avril, toutefois la circulation sécuritaire sur la glace se fait généralement du début décembre à la fin de mars. La forme actuelle de la baie Kanatakompeak a été façonnée par le rehaussement des eaux du réservoir Gouin à la suite de l’aménagement du barrage Gouin, complétée en 1948. La gestion des eaux au barrage Gouin peut entrainer des variations significatives du niveau de l’eau particulièrement en fin de l’hiver où l’eau est abaissée en prévision de la fonte printanière. Le niveau d’eau de cette baie s’équilibre avec celui du réservoir Gouin.

## Géographie
Avant la fin de la construction du barrage La Loutre en 1916, créant ainsi le réservoir Gouin, la baie Kanatakompeak avait une dimension plus restreinte. Après le deuxième rehaussement des eaux du réservoir Gouin en 1948 dû à l’aménagement du barrage Gouin, la baie Kanatakompeak épousa sa forme actuelle.
Les principaux bassins versants voisins de la baie Kanatakompeak sont :
- côté nord : lac Kamitcikamak, baie Tcikitinaw, rivière Toussaint, lac Gaudet ;
- côté est : lac Toussaint, lac Marmette (réservoir Gouin), lac McSweeney ;
- côté sud : lac Toussaint, lac Bureau (réservoir Gouin), Rivière Nemio ;
- côté ouest : baie Aiapew, lac Bourgeois (réservoir Gouin), lac du Mâle (réservoir Gouin), ruisseau de la Rencontre, ruisseau Plamondon (réservoir Gouin).

D’une longueur de 4,1 km et d’une largeur de 2,4 km, la baie Kanatakompeak est coincée entre le lac Toussaint (réservoir Gouin) (au Sud-Est), une presqu’île venant du Sud, le lac Kamitcikamak (côté Nord) et le village d’Obedjiwan (côté Est).
Du côté Ouest, une presqu’île (longueur : 3,9 km) (sens Nord-Sud) est liée par un isthme étroit du côté Est à une autre presqu’île (venant du Sud). Ces bandes de terres barrent la partie Ouest du réservoir Gouin et forment la rive Ouest de la baie Kanatakompeak. La partie Nord du lac est démarquée par une presqu’île s’étirant sur 5,7 km vers le Sud-Est ; sa pointe est ensuite enligné avec une chaine d’îles dans le sens Est-Ouest jusqu’à la limite Ouest du village d’Obedjiwan.
L’embouchure de la baie Kanatakompeak est localisée au Sud-Est, soit à :
- 2,8 km à l’Est de la passe qui sépare la partie Ouest du réservoir Gouin (via la baie Aiapew avec la partie Est du réservoir ;
- 71,8 km au Nord-Ouest du barrage Gouin ;
- 120,6 km au Nord-Ouest du centre du village de Wemotaci (rive Nord de la rivière Saint-Maurice) ;
- 211,3 km au Nord-Ouest du centre-ville de La Tuque ;
- 314 km au Nord-Ouest de l’embouchure de la rivière Saint-Maurice (confluence avec le fleuve Saint-Laurent à Trois-Rivières)[2].

À partir de l’embouchure du baie Kanatakompeak, le courant coule sur 83,3 km vers l’Est, puis vers le Sud-Est, jusqu’au barrage Gouin, en traversant notamment le lac Toussaint, le lac Marmette, le lac McSweeney, le lac Nevers (réservoir Gouin), le lac Brochu (réservoir Gouin) et la baie Kikendatch.
À partir de ce barrage, le courant emprunte la rivière Saint-Maurice jusqu’à Trois-Rivières où il se déverse sur la rive Nord du fleuve Saint-Laurent.

## Toponymie
Le terme « Kanatakompeak » est d’origine autochtone.
Le toponyme "Baie Kanatakompeak " a été officialisé le 17 décembre 1987 par la Commission de toponymie du Québec, soit à la création de cette commission.